# Max Beier (Zoologe)
Max Walter Peter Beier (* 6. April 1903 in Spittal an der Drau; † 4. Juli 1979 in Wien) war ein österreichischer Zoologe. 

## Leben
Max Beier war der Sohn des Bahningenieurs Julius Beier und dessen Frau Marie, geborene Mitis. Ab 1923 studierte er Zoologie an der Universität Wien, unter anderem bei Franz Werner (1867–1939) und Berthold Hatschek. Er promovierte am 12. Juli 1927 bei Karl Grobben mit der Doktorarbeit Vergleichende Untersuchungen über das Centralnervensystem der Coleopteren zum Dr. phil. Am 1. November desselben Jahres begann er seine wissenschaftliche Tätigkeit in der Zoologischen Abteilung des Naturhistorischen Museums in Wien, wo er Schüler Anton Handlirschs wurde. Er war 1960 Generalsekretär beim 11. Internationalen Kongress für Entomologie in Wien. 1961 wurde er zum Professor ernannt. Ab 1963 leitete er die Zoologische Abteilung des Museums, bis er 1968 pensioniert wurde. Als am 5. September 1975 in Lunz am See die Österreichische Entomologische Gesellschaft gegründet wurde, war Beier ihr erster  Präsident. Er blieb bis zu seinem Tod im Jahre 1979 wissenschaftlich aktiv.
Beier war seit 1931 mit Irmgard Zeitheim verheiratet. Aus der Ehe gingen zwei Söhne und eine Tochter hervor.

## Leistung
Max Beier war ein sehr produktiver Wissenschaftler, der etwa 400 wissenschaftliche Publikationen verfasste, darunter annähernd 250 über Pseudoskorpione. Er galt als Experte für Fangschrecken (Mantodea). Ihm ist es zu verdanken, dass das Naturhistorische Museum Wien heute die weltweit größte Mantodea-Sammlung besitzt. Er beschäftigte sich außerdem mit Springschrecken (Orthoptera) und Käfern, besonders deren Larven. Seine Arbeiten betreffen Taxonomie, Morphologie, Physiologie und Ökologie. Daneben verfasste er bedeutende Beiträge zu zoologischen Sammelwerken wie Heinrich Georg Bronns Klassen und Ordnungen des Tierreichs, Willy Kükenthals Handbuch der Zoologie und Paul Schulzes Biologie der Tiere Deutschlands. Er war Herausgeber des Orthopterorum Catalogus.
Neue Aktualität erlangen seine Erkenntnisse über Pseudoskorpione als natürliche Feinde von Milben im Hinblick auf deren nützliche Eigenschaft für Bienenvölker.

## Ehrungen
Max Beiers Wirken wurde durch zahlreiche Ehrenmitgliedschaften und Auszeichnungen gewürdigt. Er war korrespondierendes Mitglied der Sociedad Entomologica Argentina und der Finnischen Entomologischen Gesellschaft und  Ehrenmitglied der Niederländischen Entomologischen Gesellschaft. Die Deutsche Entomologische Gesellschaft verlieh ihm im Jahre 1967 die Fabricius-Medaille für die beste deutschsprachige entomologische Veröffentlichung des Jahres 1966.
Am 4. Juni 1970 ernannte ihn die Universität Innsbruck zum Ehrendoktor. Am 20. September 1977 wurde er beim VII. Internationalen Symposium über Entomofaunistik mit der Ehrenmedaille für hervorragende Leistungen in der Entomofaunistik ausgezeichnet. Eduard Wagner hat ihm mehrere neue Arten gewidmet, beispielsweise die Weichwanzen Dimorphocoris beieri Wagner 1965 und Orthotylus beieri Wagner 1942 sowie Artheneis beieri Wagner 1963 aus der Familie der Artheneidae.